# Přípravná třída
Přípravná třída (neboli také nultá třída) je výchovný a vzdělávací program v rámci mateřských, základních a speciálních škol. Cílem přípravné třídy je připravit děti, které ji navštěvují, k bezproblémovému nástupu do prvních tříd, a tak předcházet jejich školní neúspěšnosti. Zřizují je obce, svazky obcí, kraje a registrovaná církev. V institucích, které zřizuje stát, kraj, obec či svazek obcí, je vzdělávání bezplatné. Děti mohou docházet do školní družiny a stravovat se ve školní jídelně, stejně jako ostatní žáci ZŠ.
V ČR začaly být zaváděny přípravné třídy jako experiment od roku 1997. V roce 2015 bylo v Česku otevřeno 300 přípravných tříd. Množství těchto tříd se stále navyšuje a ve školním roce 2021/2022 bylo 362 běžných základních škol se zřízenými přípravnými třídami.

## Účel přípravných tříd
Přípravnou třídu navštěvují děti v posledním roce před zahájením povinné školní docházky. O zařazení dítěte rozhoduje ředitel školy na žádost zákonného zástupce dítěte a na základě písemného doporučení školského poradenského zařízení. Určená je především pro sociálně znevýhodněné, pro děti, kterým by měla pomoci vyrovnat jejich vývoj řečových a sociálních dovedností nebo motoriky, ale také pro děti, které nemají dostatečnou znalost jazyka (cizinci). Přednostně jsou přijímány děti s odkladem ze spádové oblasti. Zařízení systematicky připravuje děti na přechod do první třídy pomocí výchovně vzdělávacích prostředků. Přípravná třída je tedy nástrojem proti nerovným šancím na vzdělání.

## Obsah vzdělávání v přípravné třídě
Vzdělávání v přípravné třídě se řídí školním vzdělávacím programem, vychází z RVP pro předškolní vzdělávání. Přípravnou třídu je možné zřídit, pokud se v ní bude vzdělávat nejméně 10 dětí. Pokud se do přípravné třídy nepřihlásí dostatečný počet dětí, ředitel školy může požádat o výjimku. Pokud je přípravná třída součástí základní či speciální školy, trvá výuka přibližně 20 vyučovacích hodin týdně, počet hodin je však variabilní s ohledem na počet dětí ve třídě. Rok strávený v přípravné třídě se nezapočítává do povinné školní docházky. Na konci roku děti obdrží osvědčení o návštěvě třídy a učitel vypracuje zprávu o průběhu předškolní přípravy dítěte v daném školním roce. Ta obsahuje popis vzdělávacích potřeb, předpokládaných schopností a zájmů dítěte a případně doporučení pro přípravu individuálního vzdělávacího plánu.
Náplní výuky v přípravné třídě jsou například tyto organizované činnosti:
- Rozvoj jemné motoriky
- Rozvoj řečových a sociálních dovedností
- Učení
- Vycházky
- Pracovní, pohybové, hudební a výtvarné činnosti
- Rozumová výchova (jazyková a komunikativní výchova, rozvoj matematických představ a poznání)
- Rozvoj zručnosti
- Rozvoj vytváření kulturně sociálních a hygienických návyků.[10]

## Učitel v přípravné třídě
Učitel v tomto zařízení musí mít odbornou kvalifikaci pro učitele předškolního vzdělávání nebo učitele prvního stupně základní školy.  Ačkoliv to není povinností, je také žádoucí, aby byl vzdělán i v jiných oblastech, jako je například logopedie, protože část dětí v přípravné třídě má různé dysfunkce. Učitel ke každému dítěti přistupuje individuálně, průběžně děti sleduje a zaznamenává si jejich pokroky, ale také jejich nedostatky. Oproti mateřské škole či první třídě na základní škole, v přípravné třídě učitel mnohem více komunikuje s rodiči.
Součástí každé přípravné třídy bývá i asistent pedagoga, který má za úkol například pomoci dětem s hygienou, kontrolovat práci dětí a celkově pomáhat učitelovi s dětmi.

## Změny v legislativě
Od školního roku 2017/2018 se změnila legislativa, zákon 178/2016 Sb. umožňuje zařadit do přípravné třídy pouze ty děti, kterým byl udělen odklad povinné školní docházky a u kterých se zároveň předpokládá, že „zařazení do přípravné třídy vyrovná jejich vývoj". Změna souvisí se zavedením povinného předškolního vzdělávání. To je povinné pro děti, které dosáhly před začátkem školního roku věku 5 let, a trvá do zahájení povinné školní docházky.
V roce 2019 byla na základě novely Školského zákona zrušena povinnost odkladu školní docházky, děti s povoleným odkladem povinné školní docházky mají ale přednostní právo na přijetí do přípravné třídy.